# Westewitz (Großweitzschen)
Westewitz ist ein Ortsteil der Gemeinde Großweitzschen im Landkreis Mittelsachsen in Sachsen.

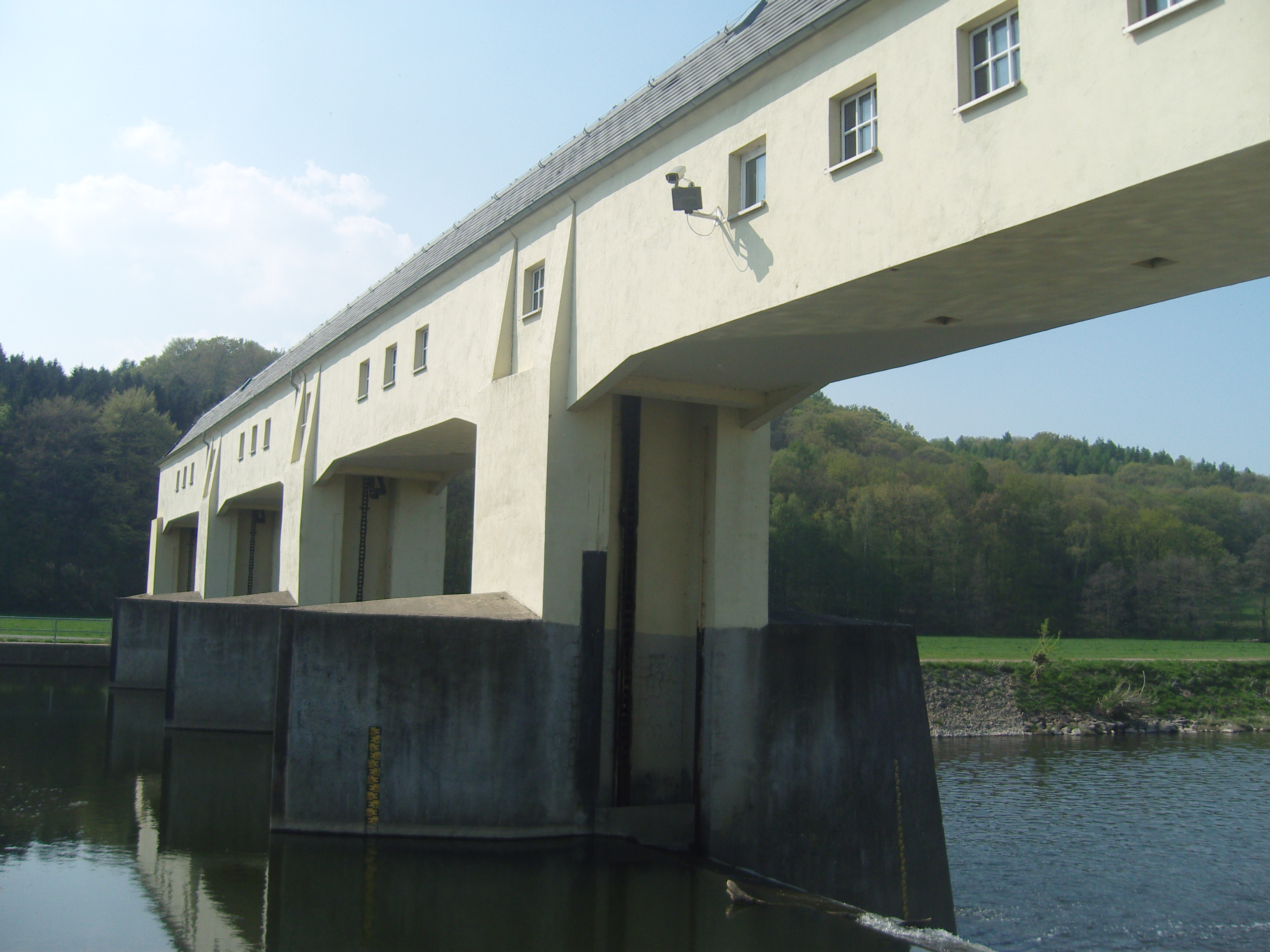
Hochwehr über die Freiberger Mulde

## Geografie und Verkehrsanbindung
Der Ort liegt südwestlich des Kernortes Großweitzschen an der Kreisstraße K 7542. Durch den Ort fließt der Zieschbach. Er mündet in die am südwestlichen und südlichen Ortsrand fließende Freiberger Mulde. Weiter südlich verläuft die B 175.

## Geschichte
1241 übertrug Mgf. Heinrich der Erlauchte dem Kloster Buch die Mühle in Westewiz, die Albert von Hartha aufgelassen hatte. 1254 erfolgte die Übertragung des Dorfes Westewiz selbst, das die von Hartha aufgelassen hatten. Der Abt verlehnte nun Teile selbst wieder weiter, denn 1271 ließen Albertus, Theodericus, Cunradus fratres de Westhewiz dem Abt ihre Lehen auf (zwei Gärten und die Fischerei) und erhielten dafür sechseinhalb Mark. Sie versicherten, dass ihr abwesender Bruder Heinrich zustimmen wird. 1286 verkaufte Mgf. Heinrich an das Kloster das Ober- und Niedergericht in Westhewitz, wobei der Burggraf von Meißen auf den dritten Pfennig verzichtete, der ihm als Burggraf von Meißen zustand. 1290 bezeugte der Burggraf von Leisnig eine Änderung der Lehen in Westuwizc. 1325 wurde vom Abt von Altzella ein Streit zwischen dem Kloster und den Brüdern von Staupitz um die Grenzen der Fischereirechte zwischen Westewitz und Pischwitz geschlichtet. 1333 kaufte das Kloster Buch noch restliche Rechte. 1548 nennt das Amtserbbuch von Kloster Buch zu Westewitz „9 besessene Mann, darunter 4 Pferdner, die sind alle dem Kloster Buch lehen- und zinsbar“ mit 10 Hufen. Das Obergericht und das Erbgericht gehörten ins Amt.
Der Ort war stets nach Großweitzschen gepfarrt.

## Naturschutzgebiete
Nördlich erstreckt sich das 19,24 ha große Naturschutzgebiet (NSG) Hochweitzschener Wald  und westlich, im Bereich der Nachbargemeinde Hartha, das 11,52 ha große NSG Staupenbachtal (siehe Liste der Naturschutzgebiete in Sachsen, NSG Nr. C 92 und C 96).

## Persönlichkeiten
- Rainer Kirsch (1934–2015), Schriftsteller und Lyriker, wuchs in Westewitz auf
- Wolfgang Kirsch (1938–2010), Altphilologe , geboren in Westewitz